# Estación de Campo Grande
La Estación Ferroviaria de Campo Grande fue una construcción destinada al embarque o desembarque de pasajeros de trenes y, de modo secundario, al cargado y descargado de mercancías transportadas. Usualmente se componía de un edificio para pasajeros (y posiblemente para cargas también), además de otras instalaciones asociadas al funcionamiento del ferrocarril.  

## Historia
La Estación Central de Campo Grande fue inaugurada el 6 de septiembre de 1914 y fue una de las primeras estaciones en ser finalizadas en el entonces estado de Mato Grosso. Según informaciones de la Revista Brasil-Oeste (edición de marzo de 1958), la primera composición que llegó a la estación de Campo Grande fue la 44 (de la Y. F. Itapura-Corumbá) el 20 de mayo de 1914 (construida antes de la fecha oficial de inauguración de la estación), que se estacionó a lo largo de una estructura improvisada en una pila de traviesas, al lado de un vagón desactivado que servía entonces de estación. 
El primer tren de cargas recorrió los raíles en el perímetro urbano de Campo Grande el 30 de mayo, cuando la villa contaba con apenas 1.900 habitantes, algunos meses antes de la inauguración oficial de la estación.
Forma parte de la línea Y. F. Itapura-Corumbá, que fue abierta también a partir de 1912. A pesar de esto, por dificultades técnicas y financieras, había cerca de 200 km de raíles pendientes de ser finalizados (tramos Jupiá-Agua Clara y Pedro Celestino-Porto Esperança), hecho que ocurrió poco después de octubre de 1914. En 1917 el ferrocarril es fusionado con el tramo del Ferrocarril Noroeste de Brasil (NOB), que era el tramo paulista Bauru-Itapura.
La actual estructura no es la estación original. La original fue construida a mediados de 1935 por un emigrante proveniente del interior paulista (más precisamente Pirassununga) de nombre Aurélio Ibiapina, ingeniero que fue autor también de los estudios del sistema de electrificación del tramo Bauru-Araçatuba a mediados de los años 50 (este jamás realizado por motivos no explicados). En los años 40 comenzaron a circular en la estación los trenes que atenderían el ramal de Punta Porã, que se dividía en la línea principal en la estación de Indubrasil con el tramo que iba a Corumbá. Años después, en 1952, es finalizada la conexión hasta la ciudad de Corumbá, en la frontera con Bolivia y al año siguiente es concluido el ramal ferroviario de Punta Porã con la inauguración de la estación de la ciudad homónima. En 1975 la línea es incorporada como una subdivisión de la RFFSA. En 1984 la estación seguía operando con gran movimiento.
En 1996 el ferrocarril es finalmente privatizado y entregado en concesión a la Novoeste.
El 30 de marzo del mismo año salió de la estación el último tren de pasajeros a Punta Porã y Corumbá. En la plataforma ferroviaria de Campo Grande hay o hubo, un total de 160 casas, siendo 46 de madera, siendo estas en su mayoría antiguas casas de funcionarios. De estas últimas, algunas fueron demolidas en los 2000. En 2004, sus caminos fueron retirados del centro de la ciudad y los trenes pasaron a circular por una variante que circula por el sur de la ciudad, sin alcanzar nada más que la estación: 

El trazado de la línea en Campo Grande siempre me intrigó. Una de las explicaciones es que la línea hace esa vuelta para subir una rampa, pues la estación está en la parte más baja. Hasta allí todo bien, pero para quien conoce la región percibe que en realidad la línea estaba pensada para que el tren entrase forzosamente en la ciudad. Este rodeo del ramal que retira los raílesdel centro, no es si no el trayecto más lógico del ferrocarril entre las estaciones que anteceden y suceden a la de Campo Grande. Una vez oí hablar que el trayecto fue conseguido por fuerzas políticas locales de la época, obligando al cambio del trayecto para que realmente el tren entrase en la ciudad
Helder Ribas, usuario, en noviembre de 2004

Desde 2006 la concesión pertenece a la ALL.